# Кисамос
Ки́самос (греч. Κίσσαμος), также известный как Кастели (Καστέλι, англ. Kastelli) — малый город в Греции на северо-западе Крита, на побережье залива Кисамос Критского моря, в 40 километрах к западу от Ханьи. Административный центр общины (дима) Кисамос в периферийной единице Ханья в периферии Крит. Население 4236 жителей по переписи 2011 года. Город ныне зачастую называют Кастели — по венецианской крепости, которая находилась здесь.
Современный Кисамос — порт и рыбацкая деревня. Туризма практически нет. В коллекции городского археологического музея, расположенного в старинной резиденции губернатора, находятся артефакты местных археологических раскопок, в том числе римская мозаика, пелика из античного города Фаласарна и другие древности. К югу от Кисамоса располагаются развалины известного античного города Полириния (Πολυρρηνία), к западу — развалины Фаласарны.
Окаменелые отпечатки (ихниты) 29 следов раннего гоминина возрастом 5,7 млн лет были найдены в прибрежных скалах на пляже деревни Трахилос (Τράχηλος) в 4 км к северо-западу от Кисамоса в 2002 году. Возможно, эти следы принадлежат грекопитеку. В сентябре 2017 года 10 отпечатков следов из 40 изученных были вырезаны неизвестными людьми из скалы на участке Кастели археологического объекта Кисамоса.

## Транспорт
Кисамос — конечная западная точка автомагистрали E65 (EO90), которая идёт по северному побережью Крита. Из Кисамоса налажено паромное сообщение в порт Йитион на Пелопоннесе, через Андикитиру и Китиру, а также ходят прогулочные катера на остров Грамвуса и в так называемую «пиратскую» бухту Балос на полуострове Грамвуса (одна из основных природных достопримечательностей западного Крита, наряду с островом Элафониси).

## Местное сообщество Кисамос
В местное сообщество Кисамос входит деревня Кунупица. Население 4275 жителей по переписи 2011 года. Площадь 7,597 квадратных километров.
| Наименование | Население (2011), человек |
| ------------ | ------------------------- |
| Кисамос      | 4236                      |
| Кунупица     | 39                        |

## Население
| Год  | Население, человек |
| ---- | ------------------ |
| 1991 | 2925               |
| 2001 | 3969               |
| 2011 | ↗ 4236             |